# Everything Counts
Everything Counts este o piesă a formației britanice Depeche Mode. Piesa a apărut pe albumul Construction Time Again, în 1983.

## Everything Counts (Live)
Everything Counts (Live) este o piesă a formației britanice Depeche Mode. Piesa a apărut pe albumul 101, în 1989.
Categoria:Piese din 1989